# Institutsgebäude Renthof 5
Das Institutsgebäude Renthof 5 in Marburg ist ein historisches Gebäude der Philipps-Universität Marburg und beherbergt heute Teile des Fachbereichs Physik. Das Gebäude wurde zwischen 1912 und 1914 errichtet. Es befindet sich unterhalb des Landgrafenschlosses und prägt mit seinem hohen Schieferdach und barockisierenden Elementen die Silhouette des Marburger Renthofs.

## Geschichte
Der Bau des Institutsgebäudes Renthof 5 wurde von der Preußischen Staatsbauverwaltung unter Leitung von Georg Thür in den Jahren 1912 bis 1914 durchgeführt. Es ersetzte den 1822 abgerissenen Vorgängerbau, der ursprünglich für die Verwaltung der landgräflichen Güter und die Versorgung des Schlosses genutzt wurde. Der Neubau erhöhte die Kapazitäten für die Lehre und Forschung in der Marburger Physik, insbesondere durch die Verbesserung der Laborausstattung und die Einführung moderner Haustechnik. Die Fakultät für Physik unter der Leitung von Franz Richarz war maßgeblich an der Realisierung des Projekts beteiligt.
Das Gebäude wurde nur knapp vor dem Ersten Weltkrieg fertiggestellt und wies zu dieser Zeit eine moderne Ausstattung auf, die es den Physikern ermöglichte, unter besten Bedingungen zu forschen und zu lehren. Zu den Besonderheiten des Baus gehörte auch, dass das Gebäude erschütterungsfrei konstruiert werden musste, um die Empfindlichkeit der physikalischen Experimente zu gewährleisten.
Im Laufe der Jahre erfuhr das Gebäude mehrere Erweiterungen und Umgestaltungen, um den gestiegenen Anforderungen gerecht zu werden. Dazu gehörte auch der Ausbau des Dachgeschosses im Jahr 1952, in dem eine Wohnung für den Institutsdirektor eingerichtet wurde.

## Architektur
Das Gebäude ist im Stil des Historismus errichtet, wobei es vor allem Elemente des Barocks aufgreift. Die Architektur erinnert durch ihre Kubatur, die kolossalen Eckpilaster und die Barockzier an ein Adelspalais. Bei näherer Betrachtung sind auch Anklänge zum Jugendstil am Bauwerk zu finden.

## Denkmalschutz
Das Gebäude ist aufgrund seiner historischen Bedeutung und seiner Rolle in der Entwicklung der Universität Marburg als Kulturdenkmal eingestuft.